# 圣高达堂 (米兰)
圣高达堂（San Gottardo in Corte）是意大利米兰的一座罗马天主教教堂。
1330年，维斯康蒂修建此教堂，作为公爵小圣堂，1336年竣工，如墙壁上的铭文所显示。它最初是供奉圣母，但是维斯康蒂因罹患痛风，后来改为供奉痛风患者的主保圣人希尔德海姆的高达。建筑师是来自克雷莫纳的Francesco Pecorari。
八角形的钟楼是最早的公共时钟（此前使用日晷）。 
教堂内部在新古典主义时期由Giocondo Albertolli改建，但是来自原教堂的，Giottesque耶稣受难的一部分，Giovan Battista Crespi的圣嘉禄·鲍荣茂，以及维斯康蒂墓依然存在。